# Modena Football Club 1914-1915
Questa voce raccoglie le informazioni riguardanti il Modena Football Club nelle competizioni ufficiali della stagione 1914-1915.

## Stagione
Per la Prima Categoria 1914-1915 fu incluso nel gruppo E, organizzato dal Comitato Regionale Lombardo della F.I.G.C., in cui si classificò sesto.

## Divise
| Prima divisa |

## Rosa
| N. |                        | Ruolo | Calciatore          |
| -- | ---------------------- | ----- | ------------------- |
|    | Italia (bandiera)      | P     | Ettore Borgetti     |
|    | Italia (bandiera)      | D     | Ruggero Gaudenzi    |
|    | Italia (bandiera)      | D     | Alfredo Roveri      |
|    | Italia (bandiera)      | D     | Silvio Secchi       |
|    | Italia (bandiera)      | D     | Carlo Vandelli      |
|    | Italia (bandiera)      | C     | Michele Bonotto     |
|    | Italia (bandiera)      | C     | Carlo Capelli       |
|    | Italia (bandiera)      | C     | Francesco Molinari  |
|    | Inghilterra (bandiera) | C     | John Robert Roberts |
|    | Italia (bandiera)      | C     | Edgardo Rota        |
|    | Italia (bandiera)      | C     | Canzio Zanasi       |

| N. |                   | Ruolo | Calciatore         |
| -- | ----------------- | ----- | ------------------ |
|    | Italia (bandiera) | C     | Mindico            |
|    | Italia (bandiera) | A     | Giuseppe Carnazzi  |
|    | Italia (bandiera) | A     | Giuseppe Forlivesi |
|    | Italia (bandiera) | A     | Luca Mariani       |
|    | Italia (bandiera) | A     | Roberto Martinelli |
|    | Italia (bandiera) | A     | Alberto Minchio    |
|    | Italia (bandiera) | A     | Bernardo Perin     |
|    | Italia (bandiera) | A     | Enrico Tirabassi   |
|    | Italia (bandiera) | A     | Salvatore Tosatti  |
|    | Italia (bandiera) | A     | Gino Zorzi         |

## Risultati

### Prima Categoria

#### Girone E

##### Girone di andata
| Arbitro: | Comazzi (Milano) |

|                                 |           |           |
| Ceresoli 33’, 88’ Fratus II 75’ | Marcatori | 15’ Zorzi |

| Arbitro: | Scamoni (Milano) |

|                                                                       |           |  |
| Fossati 5’ Asti 6’, 15’ Aebi 40’, ?’ Cevenini III 42’ Agradi 84’, 85’ | Marcatori |  |

| Arbitro: | Brivio (Verona) |

|                         |           |                             |
| Zorzi Forlivesi Minchio | Marcatori | 10’, 15’ Ballerini Robecchi |

| Arbitro: | Ambrosini (Torino) |

|  |           |               |
|  | Marcatori | 12’ Albertoni |

| Arbitro: | Terzolo (Genova) |

|                                                                  |           |  |
| Luzzani 4’, 42’, 86’ Albonico 6’ Provera 17’ Prosdocimi 50’, 60’ | Marcatori |  |

##### Girone di ritorno
| Arbitro: | Ambrosini (Torino) |

|             |           |              |
| Minchio 81’ | Marcatori | 14’ Ceresoli |

| Arbitro: | Resegotti (Milano) |

|               |           |                                                               |
| Forlivesi 85’ | Marcatori | 8’, 62’ Agradi 15’, 20’, 36’ Aebi 57’ (rig.), 68’ Cevenini L. |

| Arbitro: | Brunetti (Torino) |

|                         |           |             |
| Ghezzi 2’ Ballerini 65’ | Marcatori | 41’ Minchio |

| Arbitro: | Comazzi (Milano) |

|                                      |           |                         |
| Albertoni 16’, 17’, 72’ Tornetti 73’ | Marcatori | 27’ Mariani 33’ Roberts |

| Arbitro: | Terzolo (Genova) |

|                                               |           |                         |
| Mariani 8’ Perin 56’ Forlivesi 62’ Secchi 80’ | Marcatori | 3’ Luzzani 44’ Avogadro |

## Statistiche

### Statistiche di squadra
| Competizione               | Punti | In casa | In casa | In casa | In casa | In casa | In casa | In trasferta | In trasferta | In trasferta | In trasferta | In trasferta | In trasferta | Totale | Totale | Totale | Totale | Totale | Totale | DR  |
| Competizione               | Punti | G       | V       | N       | P       | Gf      | Gs      | G            | V            | N            | P            | Gf           | Gs           | G      | V      | N      | P      | Gf     | Gs     | DR  |
| -------------------------- | ----- | ------- | ------- | ------- | ------- | ------- | ------- | ------------ | ------------ | ------------ | ------------ | ------------ | ------------ | ------ | ------ | ------ | ------ | ------ | ------ | --- |
| Prima Categoria - gruppo E | 4     | 5       | 1       | 2       | 2       | 9       | 14      | 5            | 0            | 0            | 5            | 4            | 24           | 10     | 1      | 2      | 7      | 13     | 38     | -25 |
|                            | 4     | 5       | 1       | 2       | 2       | 9       | 14      | 5            | 0            | 0            | 5            | 4            | 24           | 10     | 1      | 2      | 7      | 13     | 38     | -25 |